# Jad Hatem
Pour les articles homonymes, voir Hatem.
Jad Hatem, né le 3 décembre 1952 à Beyrouth, est un philosophe poète libanais d'expression française. 

## Biographie
Jad Hatem a entrepris des études de philosophie, de lettres françaises, de théologie catholique et de sciences religieuses. En 1976, il devient professeur de philosophie, de littérature et de sciences religieuses à l'université Saint-Joseph de Beyrouth. Ancien chef du département de philosophie de l'USJ (1981-1996, 2005-2014), il y est actuellement directeur du Centre d'études Michel Henry. Il a fondé et dirigé les revues Extasis (1980-1993), L'Orient des dieux (2001-2009) et La Splendeur du Carmel (1989-…). IRIS : Annales de philosophie de l'Université Saint-Joseph (1981-2020). Il est également rédacteur en chef de la revue philosophique Alcinoé qui en est à son douzième numéro. Jad Hatem est le fondateur et l'actuel président de la Lebanese Charles Morgan Society.
Refusant de quitter le pays durant les âpres années de guerre civile, il ne cessa jamais d'enseigner et d'écrire. Il profitera de ces années de tourmente et d'instabilité pour se constituer un savoir lui permettant de lancer aisément des passerelles entre différentes disciplines. Il finit par bâtir une œuvre théorique considérable portant sur la question de l'absolu, outre sa production poétique.

## Pensée
Questionné sur sa philosophie, il affirme : « Que l’existence est une quête de l’absolu qui peut prendre bien des formes, la religieuse n’étant que l’une d’entre elles, la plus visible et la mieux charpentée. Autres voies : l’art, l’amour, l’éros, le mal, la volonté de savoir. ».
Jad Hatem affirme avoir été influencé par plusieurs philosophes au cours de son parcours. Platon est l'un des premiers philosophes qu'il a lu et la philosophie de ce dernier lui a permis d'examiner le néo-platonisme dans différentes civilisations (Grecs et Persans). C'est ensuite Schelling qui a eu un grand impact sur cet érudit libanais. Hatem a découvert seul, à travers ses lectures, ce grand penseur de la liberté et du rapport de Dieu au problème du Mal. Il fut d'ailleurs le premier à enseigner Schelling au Liban. Quand il s'agit de philosophes contemporains, Hatem affirme avoir pour maîtres Levinas dans le domaine de l'éthique et Michel Henry dans le domaine de l'ontologie fondamentale.

## Œuvres

### Poésie
- Énigme et chant (poésies), Beyrouth, 1985; 2° éd., Paris, Cariscript, 1989.
- Au sortir du visage (poésie), Paris, Cariscript, 1988.
- L'Offrande vespérale (poésie), Paris, Cariscript, 1989.
- L'Audace pascale (poésie), Paris, Cariscript, 1998.
- Par la poussière des étoiles (poésie), illustrations de Réthy Tambourgi, Paris, Cariscript, 2000.
- Le Premier Œil, (poèmes), illustrations d'Anne Guichard, Paris, L'Harmattan, 2003.
- Figures de la foudre, méditations poétiques sur trois sculptures de Réthy Tambourgi, Agen, Quesseveur, 2005.
- La Reine de sauveté, (poésie), Éditions du Cygne, Paris, 2009.
- Le Lever de l’Aurore, Agen, Quesseveur, 2007.
- À la merci du soleil, Paris, Ganse Art et Lettres, 2017.
- La Lune et ses sortilèges, Paris, Éditions du Cygne, 2018.
- La Lumière du pays intact, Paris, Ganse Art et Lettres, 2019
- Les Chants de cristal, Beyrouth, Saer al Machrek, 2021
- L’Éternité en partage, poème, Beyrouth, Saër al Machrek, 2023

### Écrits sur la poésie
- La Quête poétique de Nadia Tuéni, Beyrouth, éd. Dar An-Nahar, 1987.
- L'Être et l'extase. Sur trois poèmes de Hokushi, Forthomme et Mambrino, Paris, Cariscript, 1994.
- Mal d'amour et joie de la poésie chez Majnoun Layla et Jacques Jasmin, Agen, Quesseveur, 2000.
- Soleil de nuit. Rilke, Fondane, Stétié, Tuéni, Paris, IDlivre, 2002.
- Semer le Messie selon Fondane poète, Bruxelles, La Part de l'œil, 2004.
- La Poésie de l’extase amoureuse. Shakespeare et Louise Labé, Paris, Orizon, 2008.
- Phénoménologie de la création poétique, Paris, L'Harmattan, 2008.
- La poésie slovène contemporaine: l'écriture de la pierre, Paris, Éditions du Cygne, 2010.
- Le temps dans la poésie catalane contemporaine, Paris, Éd. du Cygne, 2011 (tr. en catalan par Josep Batalla, El temps en la poesia catalana contemporània, Santa Coloma de Queralt, Obrador Edendum, 2013) (Premi Critica Serra d'Or de Catalanistica, 2014).
- La Lumière, le poème, la mort. Sur Carles Duarte (es) et Joan Vinyoli, Paris, Éd. du Cygne, 2015 (tr. catalane par Josep Batalla): La Llum i la mort en la poesia de Carles Duarte i Joan Vinyoli, Santa Coloma de Queralt, Obrador edèndum, 2016)
- La poésie de Josep Sala-Valldaura. Le Silence et son écho, Paris, Éd. du Cygne, 2018 (tr. en catalan par Nathalie Bittoun-Debruyne, in Jad Hatem Marie-Claire Zimmermann, Amb tinta blanca. La poesia de Josep M. Sala-Valldaura, Lleida, Pagès editors, 2021).
- Llibre d’amic de Joan Vinyoli, Presses universitaires de Perpignan, 2018 (édition bilingue, française-catalane traduite par Lourdes Godoy).
- Tonnerre éclatant et bruit d’avoir été, précédé de Jean Ogier de Gombauld, Les Sonnets chrétiens, Paris, Orizons, 2020
- Trois poètes : Mutanabbî, Quauhtencoztli, Hopkins, Beyrouth, Saer al Machrek,  2021
- Écrire sous un Dieu contraire. Essai sur la poésie féminine ibérique contemporaine, Beyrouth, Saer al Machrek,  2021
- Antoni Clapés et l’arbre secret des mots, Beyrouth, Saër al Machrek, 2022
- La Poésie, l'abîme et l'infini, Beyrouth, Saër al Machrek, 2024
- Le Chemin forestier de la poésie selon Quim Vilar, Beyrouth, Saër al Machrek, 2024

### Récits
- Le Roman de Mariona, Paris, Ganse Art et Lettres, 2016.
- Les Vents divins au royaume des ombres, roman, Paris, Orizons, 2022.
- Le Roman d’Apollodore et Alcyone, suivi d’Apollon et Daphné, astres disjoints, Beyrouth, Saër al Machrek, 2023
- Constellation, nouvelle suivie de Lecture rimbaldienne de Constellation, par Simona Jișa, Beyrouth, Saër al Machrek, 2023

### Théâtre
- Les Servantes de la vie, théâtre, Paris, Éd. du Cygne, 2012.

### Écrits sur la littérature et l'art
- La Genèse du monde fantastique en littérature, 1980; 2° éd. revue et augmentée, Bucarest, Zeta Books, 2008.
- Nikos Kazantzaki : masque et chaos (tr. gr. , Athènes, éd. Kédros, 1984), éd. fr. Paris, Cariscript, 1987.
- Hermann Hesse et la quête de soi, Paris, Cariscript, 1988.
- Prokofiev l'ange de feu et d'acier, Paris, Éd. du Cygne, 2013.
- L’Art comme autobiographie de la subjectivité absolue. Schelling, Balzac, Henry, Orizons, 2009.
- Majnoun Laylâ et la mystique de l’amour, Paris, L’Harmattan, 2011.
- La Femme nodale. Thomas Mann et Daniel Cohen, Paris, L'Harmattan, 2003.
- La Pierre et le temps. Schelling, Vinyoli, Riba, Rodoreda, Vilanova, Aguiló, Monzó, Paris, Éd. du Cygne, 2016 (tr. catalane par L. Godoy, Girona, Curbet Edicions, 2017)
- S’adonner à la poésie, Paris, Éd. du Cygne, 2017.
- L’amour et l’excès, Beyrouth, Saer al Machrek, 2019
- L’Abîme et le mal selon Shelley, O’Connor et Giono, Paris, Éd. du Cygne, 2021
- L’anomie et son chaos. Conrad et Lenz, Sand et Sade, Beyrouth, Saer al Machrek 2021
- L’Atlantide, le mal et l’Éternel Féminin, Beyrouth, Saër al Machrek, 2022
- Des signes avec des flammes : Barcelone, l’amour et l’écriture, Beyrouth, Saër al Machrek, 2022
- Kâlidâsa, amour et désir, Beyrouth, Saër al Machrek, 2023
- La femme éducatrice dans le roman de formation, Beyrouth, Saër al Machrek, 2023
- Amour, enfer et pureté, Beyrouth, Saër al Machrek, 2024
- Devant l'abîme. Sur un poème de Xiao Yan, Saër al Machrek, 2024
- Le Cercle et le temps : Vinyoli et Vilar, Beyrouth, Saër al Machrek, 2025

### Philosophie
- De l'Absolu à Dieu. Autour du Traité sur la liberté de Schelling, Paris, Cariscript, 1987.
- L'Inversion du maître et du serviteur, Paris, L'Harmattan, 2001.
- Marx, philosophe de l'intersubjectivité, Paris, L'Harmattan, 2002.
- Marx, philosophe du mal, Paris, L'Harmattan, 2006.
- Schelling. L'angoisse de la vie, Paris, l'Harmattan, 2009.
- D’Henry à Levinas. Exercices de phénoménologie matérielle, Sarrebruck, Éditions universitaires européennes, 2016.
- La Vérité de l'homme au croisement des cultures. Essai sur Sélim Abou, Paris, Cariscript, 1999.
- L'Absolu dans la philosophie du jeune Schelling, 1981; 2° éd. revue et augmentée, Bucarest, Zeta Books, 2008.
- Barbey d’Aurevilly et Schelling, Paris, Orizons, 2012.
- Qui est la vérité ?, Paris, Hermann, 2012.
- Matrix, Marx et le Messie, Paris,  Orizons, 2017.
- Proust et Schelling. Recherches sur le mal, Paris, Orizons, 2018.
- La Liberté sans déclin. Madame Guyon, Duns Scot, Schelling, Secrétan, Bucarest, Zeta Books, 2018.
- L’ange, le mal et la contingence, Paris, Orizons, 2018.
- Être la vérité, Paris, Éditions du Cygne, 2019
- Platon, l’enthousiasme et le désir, Beyrouth, Saer al Machrek, 2021
- Sartriens orientaux, Beyrouth, Saer al Machrek, 2021
- Confucius et la vertu d'humanité, Beyrouth, Éditions de l'Université Saint-Joseph, 2021
- Schelling à Buchenwald. Le mal absolu, Bucarest, Zeta Books, 2022
- Œdipe, Schopenhauer, Nietzsche, Beyrouth, Saër al Machrek, 2022
- Œdipe, Schelling, Hegel, Beyrouth, Saër al Machrek, 2022
- La Mystique de l’amour dans Fontaine de Charles Morgan, Beyrouth, Saër al Machrek, 2023
- Les Six Figures du mal, Beyrouth, Saër al Machrek, 2024
- La Métaphysique de Sparkenbroke. Essai sur Charles Morgan, Beyrouth, Saër al Machrek, 2024
- Le Cortège des dieux en terre humaine, Beyrouth, Saër al Machrek, 2025

### Religion, spiritualité
- Éthique chrétienne et révélation, Paris, Cariscript, 1987.
- L'Écharde du mal dans la chair de Dieu, Cariscript, 1987.
- Mal et transfiguration, Paris, Cariscript, 1987.
- Yahya Ibn Adî wa tahdhîb al-akhlâq, Beyrouth, Dar el-Machreq, 1987 (La Dialectique des mœurs dans l'éthique de Yaḥyā Ibn ʿAdī, 1984[3]).
- Le Voyage en terre astrale précédé de Gibran, Iram aux colonnes, Byblos, Éditions de l’Alastor, 1998.
- Introduction à la lecture de Çankara, Paris, Geuthner, 1999. Voir Adi Shankarâchârya.
- Hindiyyé d'Alep. Mystique de la chair et jalousie divine, Paris, L'Harmattan, 2001.
- Recherches sur les christologies maronites, Paris, Geuthner, 2002.
- Extase cruciale et théophorie chez Thérèse d'Avila, Paris, L'Harmattan, 2002.
- Suhrawardî et Gibran, prophètes de la Terre astrale, Beyrouth, Albouraq, 2003.
- La Gloire de l'Un. Philoxène de Mabboug et Laurent de la Résurrection, Paris, L'Harmattan, 2003.
- Sagesses de Jésus le Christ, Beyrouth, Albouraq, 2004.
- Le Sauveur et les viscères de l'être. Sur le gnosticisme et Michel Henry, Paris, L'Harmattan, 2004.
- Christ et intersubjectivité chez Gabriel Marcel, Edith Stein, Wojtyla et Michel Henry, Paris, L'Harmattan, 2004.
- Éléments de théologie politique, Paris, L'Harmattan, 2005.
- Mystique et philosophie mêlées, Paris, L'Harmattan, 2005
- Hallâj et le Christ, Paris, L'Harmattan, 2005.
- Théologie de l'œuvre d'art mystique et messianique. Thérèse d'Avila, Andreï Roublev, Michel Henry, Bruxelles, Lessius, 2006.
- Satan, monothéiste absolu selon Goethe et Hallâj, Paris, Éditions du Cygne, 2006.
- Dieu en guise d'homme dans le druzisme, Paris, Librairie de l’Orient, 2006
- Les Trois Néphites, le Bodhisattva et le Mahdî ou l'ajournement de la béatitude comme acte messianique, Paris, Ed. du Cygne, 2007 (tr. anglaise, Postponing Heaven. The Three Nephites, the Bodhisattva and the Mahdi, Brigham Young University, Provo, 2015).
- Charité de l'infinitésimal. Variations leibniziennes, Paris, L'Harmattan, 2007.
- La Rosace. Prolégomènes à la mystique comparée, Paris, Éditions du Cygne, 2008.
- De l'amour pur hyperbolique en mystique musulmane, Éditions du Cygne, Paris, 2009 (tr. roumaine, Bucarest, Humanitas, 2007).
- Amour pur et vitesse chez Madame Guyon et Kleist, Paris, Éditions du Cygne, 2010.
- Les Agonies du Christ, Paris, Éditions du Cygne, 2010.
- Un Paradis à l'ombre des épées. Nietzsche et Bartol, Paris, L'Harmattan, 2010 (sur la secte des Assassins, Nizârites).
- Suramour. Auziàs March, Ibn Zaydûn, Ibn ‘Arabî, Raymond Lulle, Paris, Éd. du Cygne, 2011 (tr. en catalan par Elena de la Cruz Vergari: Sobreamor. Auziàs March, Ibn Zaydûn, Ibn ‘Arabî, Ramon Llull, Santa Coloma de Queralt, Obrador Edendum, 2011).
- L’Âme et l’Abîme dans la mystique féminine carmélitaine. Thérèse d’Avila, Thérèse de l’Enfant-Jésus, Élisabeth de la Trinité, Gertrude von Lefort, Édith Stein, Paris, L’Harmattan, 2011
- L’Amour les yeux ouverts. Marina Tsvétaïéva, Nestor Koukolnik, Rouma al-Moudrâyâ, Paris, Éd. du Cygne, 2011.
- L’Amour comme puissance et comme vérité, Paris, Éd. du Cygne, 2012.
- Le Traité christologique du Calife al-Mu‘izz, le druzisme et le nusayrisme, Paris, Éd. du Cygne, 2013.
- Liberté humaine et divine ironie. Schelling avec Martin Luther, Paris, Orizons, 2013.
- Un bruit d'avoir été. Sur Qohélet, Paris, Orizons, 2014.
- Le roman druze : amour interdit et visage divin, Paris, Éd. du Cygne, 2014.
- Le Vin éternel. Sur Ibn al-Fâriḍ, Paris, Orizons, 2014.
- Dieu et les songes sacrés de la terre, Paris, Éd. du Cygne, 2014.
- Mysticisme et christologie, Paris, Éd. du Cygne, 2014.
- Messianités. Kafka, Kazantzaki, Tournier, Böll, Kemal, Paris, Orizons, 2015.
- Jésus au désert : épreuve et tentation, Éd. du Cygne, Paris, 2015.
- Joan Sales et l'instant glorieux, Éd. du Cygne, 2015 (tr. en catalan: L'instant gloriós, Girona, Curbet Edicions, 2018).
- Empédocle, Qohélet, Bar Hebraeus, Orizons, 2015.
- La Théophanie de l’impossible, Paris, Éd. du Cygne, 2016.
- Le Christ druze et l’Inde éternelle, Paris, Orizons, 2016.
- L'Amour pur selon Luther et Laurent de la résurrection, Paris, Éd. du Cygne, 2016.
- Qu’est-ce que la religion ?, Paris, Éd. M’Édite, 2017.
- Les Chrétiens d’Orient et le Dieu à venir, Beyrouth, Saer al Machrek, 2020.
- Petite théologie de la pandémie, Paris, Éd. du Cygne, 2020.
- Trois Saintes : Râbi‘a al-‘Adawiyya, Marie des Vallées, Mâ Ananda Moyî, Beyrouth, Saer al Machrek, 2021.
- Le Serpent de la connaissance et de la transgression, Beyrouth, Saer al Machrek, 2021.
- La Transmutation : Jung et l’Islam, Beyrouth, Saër al Machrek, 2022
- La Grâce comme injustice. Dissertation sur la parabole des ouvriers de la onzième heure, Beyrouth, Saër al Machrek, 2023 (2e: 2025)
- La Rose épanouie de la bhakti de nuit, Beyrouth, Saër al Machrek, 2023
- L’Unique Volonté du Christ selon les Maronites médiévaux. Essai sur Thomas de Kfartâb, Beyrouth, Saër al Machrek, 2025

### Sur le Liban
- Les Libans de rêve et de guerre, Paris, Cariscript, 1988.
- Les Cèdres talismaniques, Beyrouth, Aliahova, 1996.
- Combattre pour sa servitude comme si c’était pour son salut. Contribution à la révolution libanaise, Beyrouth, Saer al Machrek, 2020.
- L’Apocalypse de Barnabé et la catastrophe libanaise, Beyrouth, Saer al Machrek, 2020.

## Études sur l'œuvre de Jad Hatem
- Gisèle Vanhèse, Par le brasier des mots. Sur la poésie de Jad Hatem, Paris, L'Harmattan, 2009.
- Charbel el Amm, L'Être-vérité. Questionnement à partir de Qui est la vérité? de Jad Hatem, Paris, L'Harmattan, 2013.
- Patrick Cerutti (dir.), Amour et vérité. Autour de Qui est la vérité? de Jad Hatem, Paris, Orizons, 2018.
- Acanthe, volume 19, 2001 (études consacrées à la poésie de Jad Hatem) ; voir notamment Jérôme de Gramont, « Le poème riche en promesses... Jad Hatem et René Char », Acanthe. Annales de lettres françaises, no 19, 2001, p. 27–31 ; Natacha Lafond, « Enigme et chant, musique et retournement festif sur les poèmes de la biche de Jad Hatem » dans Acanthe, 19, 2001 p. 33-43.
- Z. Darwiche Jabbour, "Jad Hatem : la quête de l'absolu" dans Études sur la poésie libanaise francophone. Fouad Abi Zeyd, Fouad Gabriel Naffah, Georges Schehadé, Salah Stétié, Jad Hatem, Beyrouth, Dar an-nahar, 1997, p. 157-211.
- Myra et Violaine Prince, "Jad Hatem poète des éléments et de leur au-delà", Revue des lettres et de traduction. — no 6 (2000), p. 209–216, consultable en ligne ici : http://documents.irevues.inist.fr/bitstream/handle/2042/41894/2000_6_209-216.pdf?sequence=3&isAllowed=y.
- Gisèle Vanhèse, "Dans l'incendie du temps : le phénix chez Yves Bonnefoy, Jad Hatem et Lance Henson", Revue des lettres et de traduction. — Vol. 10 (2004), p. 97–114, consultable en ligne ici : http://documents.irevues.inist.fr/bitstream/handle/2042/42005/2004_10_97-114.pdf?sequence=3&isAllowed=y.
- Gisèle Vanhèse, "Ulysse au cœur du labyrinthe. Sur un poème de Jad Hatem", consultable en ligne ici :http://ler.letras.up.pt/uploads/ficheiros/5945.pdf
- Nayla Tamraz, "Le corps foudroyé dans Figures de la foudre : Méditations poétiques sur trois sculptures de Réthy Tambourji de Jad Hatem" in Plaisance, Rivista quadrimestrale di letteratura francese moderna e contemporanea, Rome, numéro 10, 2007, p. 117–130
- Natalia Abdel Fattah, Le Dynamisme-modèle de la roue cosmogonique et la quête de l'Absolu chez Fouad Gabriel Naffah, Nadia Tuéni et Jad Hatem, Beyrouth, Saër al Machek, 2024.

## Citation
Dans un poème centré sur Ulysse, héros grec qui, selon l'Odyssée d'Homère, se rend aux Enfers, le royaume d'Hadès, où il rencontre les ombres des morts, on peut lire :
"Plutôt que de s'envoler dans la cire
Ulysse s'abeille dans le dédale.
Le soleil dont il s'habille s'épanche
De la salive de Circé. Il va
Dans l'Hadès viscéral, la ruche apo-
Calyptique. Ô myriades, il voit
De la Bête les crocs, de la branche l'ire.
Il dépend l'Ombre et la couche en la bouche.
Et de tout œil le miel lui arrive 
Comme une fête et comme un butin".